# Argentinus
Argentinus (né le 15 février 1980, mort en 2007) est un étalon bai, fils d'Argentan I, appartenant au stud-book Hanovrien, dont il est connu comme l'un des meilleurs reproducteurs.

## Histoire
Argentinus naît le 15 février 1980 à l'élevage de Jacob Büther, à Hollern-Twielenfleth en Allemagne,.
Jacob Büther le vend encore poulain à Jan Munderloh et Kurt Meiners, à Elsfleth. C'est dans cet élevage qu'il est découvert par Heinrich Klatte, qui l'achète pour son haras d'étalon à Klein Roascharden. Argentinus passe fructueusement son test de performance à Adelheidsdorf, qu'il termine troisième de sa classe d'âge. Il est alors agréé étalon reproducteur à Verden.
Il meurt au moment de Noël, en 2007.

## Palmarès
Il atteint le niveau des Grands Prix.
En 1996, ses descendants cumulent un million de gains en concours, ce qui en fait le plus jeune des étalons allemands à ce niveau de gains.

## Description
Argentinus est un étalon de robe baie, inscrit au stud-book du Hanovrien,. Il mesure 1,72 m,.

## Origines
Il est considéré comme le meilleur fils de l'étalon Argentan I. Sa mère est la jument Dorle, par Duden II,.

## Descendance
Les descendants d'Argentinus dominent le milieu du saut d'obstacles pendant deux décennies. Il a également des descendants performants en dressage.
Il est élu étalon de l'année du stud-book Hanovrien en 2005. 15 de ses filles ont été récompensées par des primes de l'Etat allemand, et 7 de ses fils sont devenus des étalons reproducteurs Hanovriens, dont A Jungle Prince et Adlantus As FRH, qui a concouru aux Jeux équestres mondiaux de 2002. Sa fille Anka a remporté la Coupe du Monde de saut d'obstacles avec Marcus Ehning. Son fils Air Jordana terminé second de la Coupe du monde de saut d'obstacles de 2007 avec Daniel Deußer.
Il restait disponible à la reproduction en insémination artificielle en 2022.